# Religulous
Religulous (AFI: [rɨˈlɪdʒʉləs]) é um documentário cômico de 2008 escrito e estrelado pelo humorista americano Bill Maher e dirigido por Larry Charles. Seu título é um portmanteau derivado das palavras inglesas religion ("religião") e ridiculous ("ridículo"). O documentário examina e satiriza as religiões organizadas e a crença religiosa.